# جاك فاليه
جاك فاليه (بالفرنسية: Jacques Vallée)‏ (و. 1939 – م) هو عالم فلك، وعالِم حاسب آلي، وعالم فيزياء فلكية، ومهندس، ويوفولوجيست، وكاتب، وكاتب خيال علمي من فرنسا .

## التعليم
تعلم في جامعة باريس، وجامعة ليل